# Національна коаліція сирійських революційних і опозиційних сил
Національна коаліція сирійських революційних та опозиційних сил, 
скорочено НКСРОС — організація, утворена під час 
Громадянської війни в Сирії.
Метою НКСРОС є повалення режиму президента Башара аль Асада. 
Коаліція взаємодіє із Вільною Сирійською 
Армією та є частиною Сирійської опозиції.
Штаб-квартира організації знаходиться в місті Доха, столиці 
Катару. Президентом коаліції є Джордж Сабра. Організацію вже визнали кілька арабських держав.